# Koblach
Koblach est une commune autrichienne du district de Feldkirch dans le Vorarlberg.